# Evidenzbüro Österreichischer Zuckerfabriken
Evidenzbüro Österreichischer Zuckerfabriken GmbH, im Folgenden kurz Evidenzbüro genannt, war die organisatorische Plattform und Verwaltungsstelle des durch Beschluss des Kartellgerichtes beim Oberlandesgericht Wien vom 29. Dezember 1960 (Kt.40/60/9) in das Kartellregister eingetragene „Rübenbeschaffungs- und Zuckerverkaufsübereinkommen der österreichischen Zuckerindustrie“, nachfolgend Übereinkommen genannt.

## Zeitrahmen und Ziele
Dem Übereinkommen war bereits 1958 (Kt/39/58) eine grundsätzliche Vereinbarung über die Errichtung einer weitgehenden privatwirtschaftlichen Marktordnung nach Fortfall der nachkriegsbedingten staatlichen Zuckerbewirtschaftung vorausgegangen, aus deren Präambel einerseits die Begründung des Übereinkommens hervorging, andererseits auch welche grundsätzlichen Ziele erreicht werden und welchen Gegebenheiten es Rechnung tragen sollte.
Diese Präambel, die auch beim Übereinkommen von 1960 beibehalten wurde, lautete wie folgt: „Die sechs in Österreich tätigen Zuckerfabriks-Unternehmungen haben das Übereinkommen geschlossen, um die Rübenverarbeitung möglichst wirtschaftlich zu gestalten, insbesondere um Zuckerverluste durch unnötig lange Lagerung der Rübe zu vermeiden und um nach Ablauf der staatlichen Bewirtschaftungsmaßnahmen Erzeugung und Absatz der österreichischen Zuckerfabriken den jeweiligen inländischen Marktverhältnissen bestmöglich anzupassen.“
Zum Zeitpunkt der Errichtung des Übereinkommens waren die staatlichen Bewirtschaftungsmaßnahmen, die ihren Grund in den Mangelerscheinungen der Nachkriegszeit hatten, aufgehoben worden (Anordnung 118 des Bundesministeriums für Inneres betreffend Aufhebung der Bewirtschaftungsmaßnahmen für Zucker vom 20.09.1960 [Zl.399.059-17/60]). Um die Entstehung einer Versorgungslücke zu vermeiden wurde es daher erforderlich, eine zweckentsprechende Regelung auf Basis privatwirtschaftlicher vertraglicher Maßnahmen nachfolgen zu lassen, die den natürlichen Eigenschaften des Rohstoffes Zuckerrübe und des Fertigproduktes Zucker sinnvoll anzupassen waren. Das Übereinkommen stellte somit eine den damaligen Notwendigkeiten Rechnung tragende adaptierte Fortsetzung bzw. Ergänzung der wegfallenden staatlichen durch privatwirtschaftliche Maßnahmen dar.
Unabhängig davon blieben wichtige Teile der Marktordnung in der Kompetenz des Staates und in Kraft, so die Festsetzung der Zuckerpreise und damit verbunden auch die der Rübenpreise, die sich vom Zuckerpreis ableiten. Auch wichtige andere Bestimmungen, vor allem außenwirtschaftliche Regelungen wie Ein- und Ausfuhrzölle bzw. Ein- und Ausfuhrgenehmigungen, Ein- und Ausfuhrabschöpfungen usw. blieben nach wie vor dem Staat vorbehalten.
Das Übereinkommen in seiner Rechtsform als eingetragene Kartell endete 1988 nach drei Jahrzehnten in Funktion infolge der 1988 erfolgten Fusion der österreichischen Zuckerfabriken einschließlich des Evidenzbüros sowie der österreichischen Stärkefabriken in den neu gegründeten AGRANA Konzern. Dieser verfolgte eine strategische Neuausrichtung mit dem Ziel einer weiteren Stärkung der Wettbewerbsfähigkeit angesichts der sich ändernden geopolitischen Lage und der sich ergebenden wirtschaftlichen Chancen in den östlichen Nachbarstaaten. Vor allem aber war es der damals schon absehbare und 1989 auch tatsächlich gestellte österreichische Beitrittsantrag zur Europäischen Wirtschaftsgemeinschaft (EWG), der Vorgängerin der Europäischen Union, der nach dem Beitritt die Übernahme der sehr komplexen EWG-Zuckermarktordnung mit deren Regelmechanismen erforderlich machen würde. Vorrangiges Ziel wurde es daher sicherzustellen, dass nach dem Beitritt und der damit einhergehenden Marktöffnung möglichst umgehend die Übernahme der Europäische Zuckermarkordnung erfolgen könnte.

## Mitglieder desÜbereinkommensvon 1960 bzw. Gesellschafter des Evidenzbüros
Als das Übereinkommen zu Beginn der 1960er Jahre voll in Kraft trat, bestanden in Österreich die im Folgenden genannten sechs Zuckerfabriks-Unternehmungen, alle Mitglieder des Übereinkommens und Gesellschafter des Evidenzbüros. Diese sechs Unternehmen betrieben die folgenden sieben Zuckerfabriken:
- Brucker Zuckerfabrik GmbH mit dem Standort Bruck a.d.Leitha;
- Ennser Zuckerfabrik AG mit Standort Enns;
- Hohenauer Zuckerfabriken AG mit Standort Hohenau a.d.March;
- Marchfelder Zuckerfabriken AG mit den Standorten Dürnkrut a.d. March und Leopoldsdorf im Marchfeld;
- Siegendorfer Zuckerfabrik Conrad Patzenhofers Söhne mit Standort Siegendorf; sowie
- Tullner Zuckerfabrik AG mit Standort Tulln.

Die operative Leitung des Evidenzbüros erfolgte durch deren Geschäftsführer Dr. Rudolf Hiller (bis 1975), danach bis zum Jahr 1988 durch Dr. Jürgen Leyerer und Dr. Christian Mitringer. Das Evidenzbüro bzw. dessen Leitungsorgan arbeitete in Büro- und Personalunion mit dem Verband der Zuckerindustrie Österreichs im Fachverband der Lebensmittelindustrie zusammen, wobei auch Agenden des Verbandes personell vielfach vom Evidenzbüro wahrgenommen wurden, so z. B. die Kontakte und Teilnahme an den Verhandlungen mit den Vertretern der VÖR (Vereinigung der österreichischen Rübenbauernorganisationen), den Preisverhandlungen im Rahmen der Preiskommission im damals zuständigen Bundesministerium für Land- und Forstwirtschaft, den Verhandlungen mit den Sozialpartnern und den Fachgewerkschaften sowie die internationale Zusammenarbeit im Rahmen des Comité Européen des Fabricants de Sucre (CEFS, der europäischen Dachorganisation der Zuckerindustrie), in der International Sugar Organization (ISO, Verwaltungsstelle des Internationalen Zuckerabkommens) und anderen Gremien. Ab den 1980er Jahren waren dann die Kontakte und informellen Gespräche mir der Generaldirektion Landwirtschaft der EWG (heute EU) ein zunehmend wichtiger Aufgabenbereich.
Im Laufe der drei Jahrzehnte von Beginn der 1960er bis Ende der 1980er Jahre, während derer das Übereinkommen eine der wesentlichen Säulen der österreichischen Zuckermarktordnung war, verminderte sich die Zahl der Zuckerfabriken durch Fusionen und Übernahmen, wobei die Gesamtkapazitäten der verbliebenen Fabriken sich wesentlich erhöhten. Hierfür waren einerseits die rasch fortschreitende technische Entwicklung verantwortlich, die laufend durchgeführten Modernisierungs- und Rationalisierungsmaßnahmen, andererseits die amtlicherseits erwünschte schwerpunktmäßige Ausrichtung der Produktion auf den relativ konstanten Inlandsverbrauch bei gleichzeitiger restriktiver amtlicher Festsetzung des für ganz Österreich einheitlichen Zuckerpreises.
Der Zuckerpreis in Österreich lag in den 1980er Jahren etwas höher als in den Nachbarstaaten Deutschland oder Italien. Durch den bevorstehenden EWG-Beitritt Österreichs erhöhte sich daher der preisliche Anpassungsdruck, wodurch es 1986 zur Schließung der Zuckerfabrik Bruck und 1988 der Zuckerfabriken Enns und Siegendorf kam. Das war verbunden mit einer Erhöhung der Kapazitäten der verbliebenen Zuckerfabriken Hohenau, Leopoldsdorf und Tulln an das internationale Spitzenniveau, womit die Wettbewerbsfähigkeit der österreichischen Betriebe mit dem erweiterten europäischen Wirtschaftsraum gewährleistet werden konnte.
Im Zuge der 1988 erfolgten Fusion der österreichischen Zucker- und Stärkefabriken in die AGRANA Zucker GmbH bzw. die AGRANA Stärke GmbH, beide Tochtergesellschaften der AGRANA Beteiligungs AG. Es kam damit auch zu einer wechselseitigen Beteiligung bzw. Verschränkung des neugegründeten AGRANA Konzerns, womit die Ära des Evidenzbüros endete.